# 艾伯尼-克拉阔特地区

艾伯尼-克拉阔特地区在卑詩省的位置

艾伯尼-克拉阔特地区（英語：Alberni-Clayoquot Regional District）是加拿大不列颠哥伦比亚省的一个地区，位于温哥华岛中部，於1966年4月21日成立。據2021年人口普查，區内共有33,521名居民。艾伯尼-克拉阔特地区西邻太平洋，北临斯特拉思科纳地区，东邻纳奈莫地区与科威恰谷地区，总面积6,577.08平方公里。地区行政中心位于艾伯尼港市，其他聚落包括吐芬奴和尤克盧利特。